# Euantennaria caulicola
Euantennaria caulicola är en svampart som beskrevs av S. Hughes 1974. Euantennaria caulicola ingår i släktet Euantennaria och familjen Euantennariaceae.   Inga underarter finns listade i Catalogue of Life.